# Ormiscodes taylori
Ormiscodes taylori is een vlinder uit de familie van de nachtpauwogen (Saturniidae). De wetenschappelijke naam van de soort is voor het eerst geldig gepubliceerd in 1974 door Donahue & Lemaire.